# ヘリア・ゴンザレス
ヘリア・ゴンザレス（Helia González、1985年8月29日 - ）は、スペインの女子バレーボール選手。ポジションはアウトサイドヒッター。元スペイン代表。

## 来歴
- クラブチーム

ア・コルーニャ出身。2000年、CD Padre Faustinoへ入団。2004年、CV JAV Olímpicoへ移籍し、6年間プレーした。2010年、Avarca de Menorcaへ移籍。2010/11、2011/12シーズンのスペインリーグで2連覇を果たした。2012/13シーズンはHaro Rioja Vóleyでプレーしリーグ優勝に貢献し、ベストスコアラー部門1位となりMVPとベストアウトサイドヒッター賞を受賞した。2013/14シーズンはフランスリーグのEvreux Volley-Ballと契約していたが、年明けよりスペインのClub Voleibol Logroñoへ移籍した。2014/15、2015/16シーズンには国内リーグ、スペインカップ、スーパーカップで優勝し、2年連続で3冠を達成した。リーグでも2年連続でMVPとベストアウトサイドヒッター賞に選ばれた。同チームでは在籍した7年間の国内リーグですべて優勝を経験し7連覇の偉業を達成したが、2020年にチームは活動を休止となった。2020/21シーズンからはCV JAV Olímpicoでプレーし、2021/22シーズンの国内リーグで準優勝、2022/23シーズン国内リーグでは優勝を果たした。
- 代表チーム

2013年、シニアのスペイン代表に初選出された。2017年からは代表チームで主将を務めヨーロッパリーグでは銅メダルを獲得。2019年の欧州選手権に出場した。

## 球歴
- 欧州選手権 - 2019年

## 受賞歴
- 2013年　2012/13スペインリーグ　MVP、ベストアウトサイドヒッター賞
- 2015年　2014/15スペインリーグ　MVP、ベストアウトサイドヒッター賞
- 2016年　2015/16スペインリーグ　MVP、ベストアウトサイドヒッター賞
- 2017年　2016/17スペインリーグ　ベストアウトサイドヒッター賞
- 2018年　2017/18スペインリーグ　ベストアウトサイドヒッター賞

## 所属クラブ
- CD Padre Faustino（2000-2004年）
- CV JAV Olímpico（2004-2010年）
- Avarca de Menorca（2010-2012年）
- Haro Rioja Vóley（2012-2013年）
- Evreux Volley-Ball（2013-2014年）
- CVムリーリョ（2014-2020年）
- CV JAV Olímpico（2020-）